# Sat in Your Lap
〈Sat in Your Lap〉은 잉글랜드의 음악가 케이트 부시의 노래이다. 1981년 6월 21일 발매되었다. 이듬해 발매하는 4번째 정규 음반 《The Dreaming》의 리드 싱글이지만, 1년이 넘는 기간의 차이가 난다. 영국 싱글 차트에서 11위를 기록하였다.

## 음악
음악적으로 〈Sat in Your Lap〉은 부시의 전작보다 더욱 빠르고 타악기 중심적인 싱글이었다. 드럼은 런던 타운하우스 스튜디오 2에서 프레스턴 헤이먼이 녹음한 것이며, 부시의 오빠인 패디 부시와 프레스턴은 채찍을 휘두르는 것과 비슷한 소리를 재현하기 위해 대나무 지팡이를 휘두르는 소리를 녹음하였다. 가사는 실존하는 것에 대한 좌절과 지식을 탐미하는 것을 다루고 있다. 케이트 부시를 다룬 전기에서 작가 그레이엄 톰슨은 노래의 제목이 성관계를 통해 깨달음을 경험할 가능성을 암시한다고 언급하였다.

## 발매
B사이드에는 도노반의 1971년 음반 《HMS Donovan》에 수록된 〈Lord of the Reedy River〉의 커버곡이 실려 있다. 이 곡은 부시가 정식으로 발매한 첫 커버곡이었으며, 도노반은 해당 부시의 커버에 참여하였다.

## 반응
발매 당시 〈Sat in Your Lap〉은 평론가들로부터 호평을 받았다. 스매시 히츠의 레드 스타는 노래의 특징을 "천둥과 같은 드럼과 깔끔한 피아노 리프, 그리고 교육의 이점에 관한 적절히 과장된 보컬의 급습"이라고 묘사하며, 만약 노래가 차트 상위권에 진입하지 않았다면 본인과 부시 모두 불쾌할 것이라고 평하였다. 레코드 미러의 로빈 스미스는 "마치 거만한 천사처럼 위협하고 토라지며그녀의 가장 어둡고 매서운 주제를 자극시켰다"라고 표현하면서, 노래가 듣자마자 좋다기보다는 "두 번 이상 들으면 녹아웃이 될 것"이라고 언급하였다. 전직 뉴 뮤지컬 익스프레스(NME)의 평론가였던 제임스 존슨은 데일리 미러에 연재하는 싱글 리뷰에서 "마치 길길이 날뛸것 같이 들린다. 하지만 이 비범한 노래는 풍부한 힘을 지니고 있다"라고 극찬했다. 하지만 NME에 평을 남긴 폴 두 노이어는 부시가 아름다운 곡을 썼다는 것에 대해선 처음으로 동의한다면서도, 노래 내에서의 "공격적이고 불쾌한" 태도로 인해 결과적으로는 "솔직히 고문과도 같았다"라고 부정적인 반응을 보였다.
평론가 사이먼 레이놀즈는 노래에 대해 "쿵쾅거리는 타악기과 정신 나간 비명의 아방팝으로, 퍼블릭 이미지 리미티드의 〈Flowers of Romance〉의 자매곡"이라고 칭했다.

## 트랙 리스트
1. 〈Sat in Your Lap〉 – 3:29 (부시)
2. 〈Lord of the Reedy River〉 – 2:40 (도노반)

## 참여진
- 케이트 부시 – 리드 보컬, 코러스, 피아노, 페어라이트 CMI
- 패디 부시 – 대나무 막대, 코러스
- 프레스턴 헤이먼 – 드럼, 대나무 막대
- 지미 베인 – 베이스 기타
- 제프 다운스 – CMI 트럼펫 섹션
- 스튜어트 아널드 – 코러스
- 이언 베언슨 – 코러스
- 게리 허스트 – 코러스